# Cladorhizidae
Cladorhizidae (лат.) — семейство морских хищных губок из класса обыкновенных губок (Demospongiae). Семейство монофилетично и включает около 150 видов, список которых постоянно пополняется.

## Строение

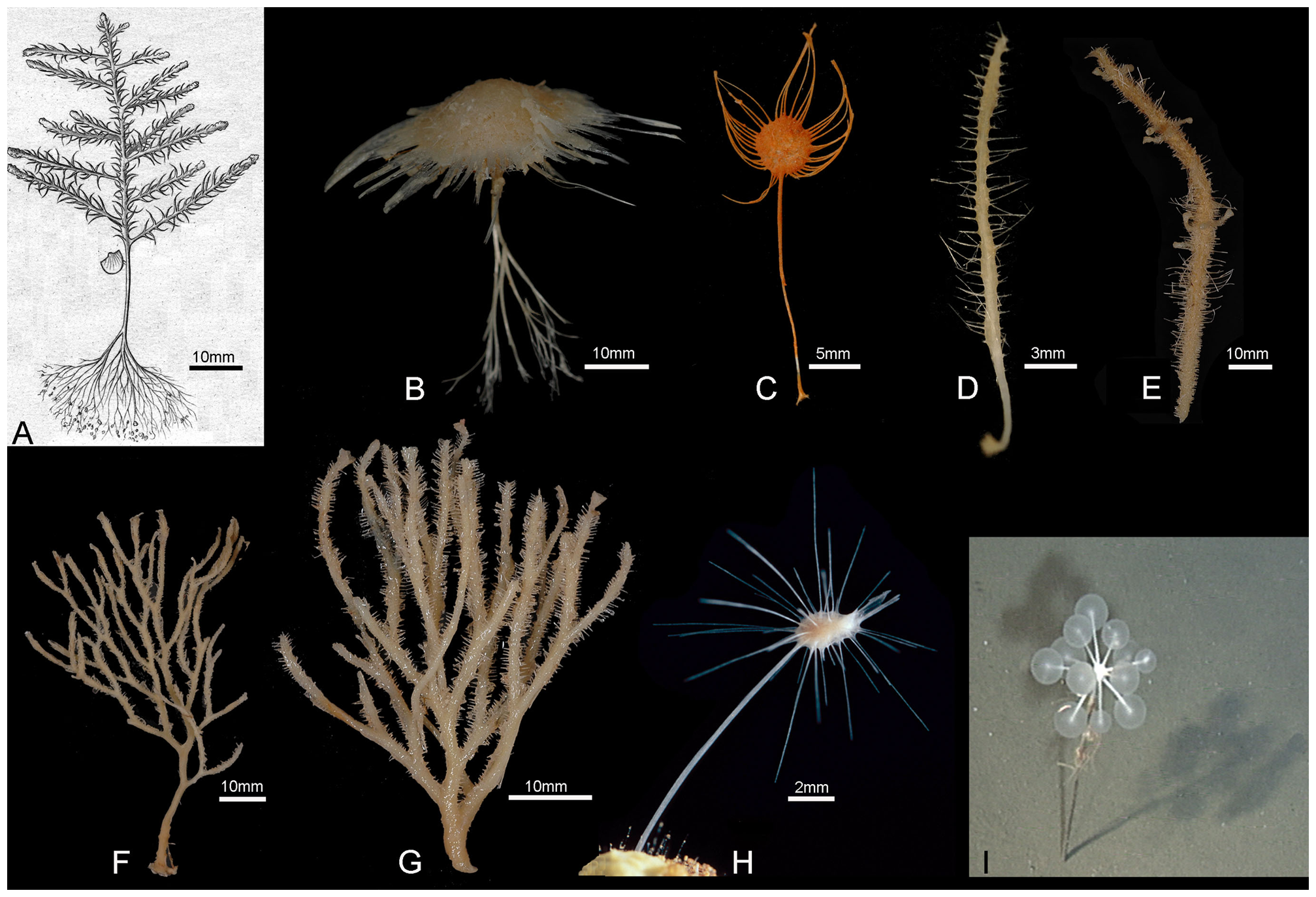
Разнообразие форм

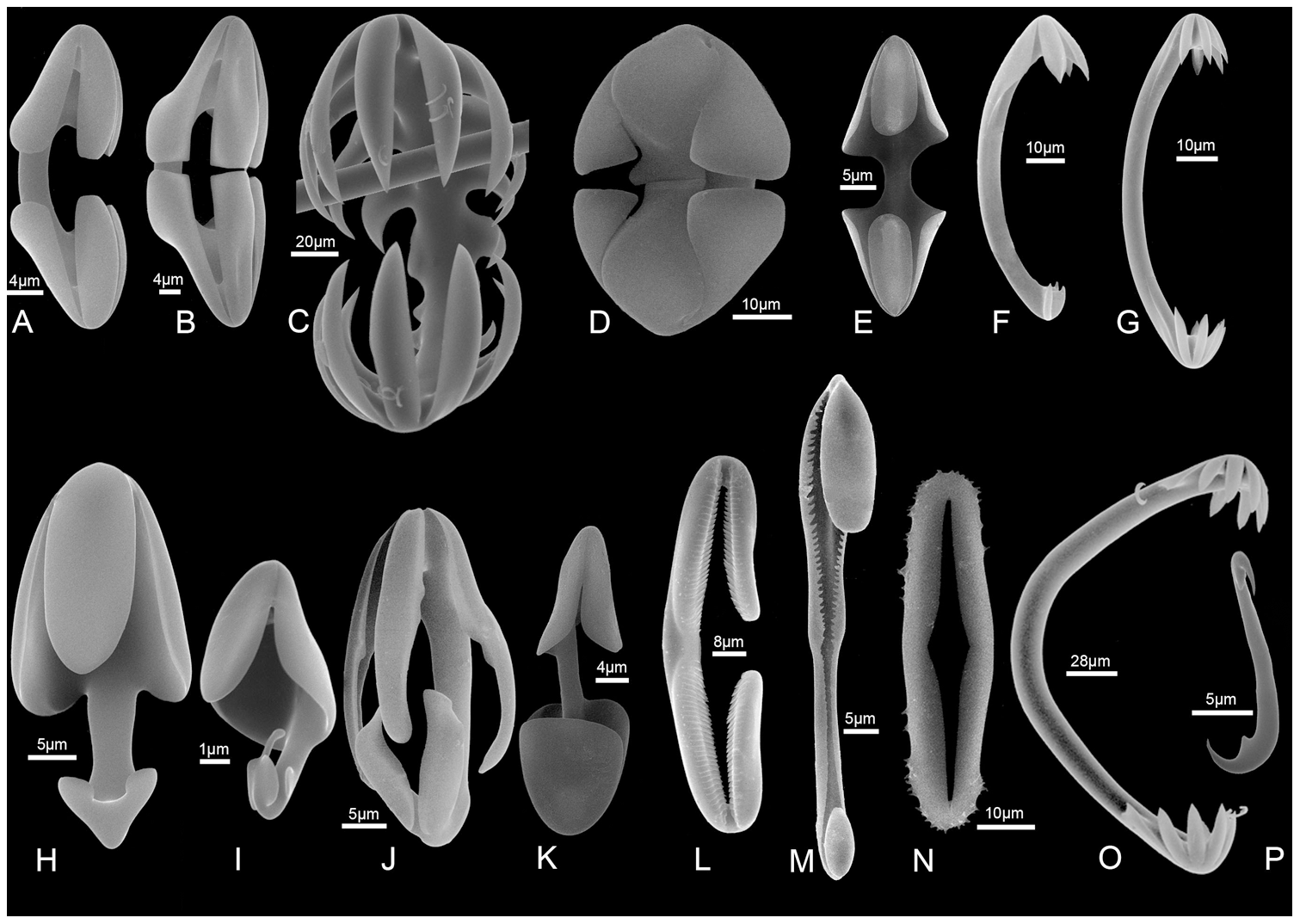
Микросклеры

Тело имеет вытянутую, приподнимающуюся над субстратом форму и образует многочисленные выросты и филаменты, которые могут ветвиться. Такая форма служит для увеличения площади ловчей поверхности. В отличие от всего остального тела выросты густо покрыты специфичными для хищных губок макро- и микросклерами с крючками разнообразной формы. Так как эти губки полагаются на хищничество и не используют фильтрацию, почти у всех представителей серьезно редуцированна или полностью отсутствуют водоносная система и хоаноциты. Вся добыча попадает в мезохил и, распадаясь там на более мелкие части, поглощается фагоцитами. Клетки хищных губок обладают высокой подвижностью и слабой степенью дифференцировки. Представители Cladorhizidae обладают настолько причудливыми и удивительно симметричными формами, что одна из находок была принята за внеземной артефакт.
В большинстве своем Cladorhizidae — глубоководные губки, с чем связывают возникновение их необычного для губок типа питания. Некоторое время таксономическая принадлежность их оставалась неясной, так как само классическое определение губок подразумевало питание с помощью фильтрации, а не засадное хищничество.

## Размножение и развитие
Как и большинство других представителей отряда Poecilosclerida, Cladorhizidae характеризуются синхронным гермафродитизмом, то есть один и тот же организм одновременно образует и сперматозоиды, и яйцеклетки. Яйцеживородящие губки: оплодотворение и дальнейшее развитие зародышей происходит в мезохиле, из которого в воду выходит зрелая личинка.

## Распространение и экология
Cladorhizidae распространены по всему миру: в Тихом океане, у берегов Новой Зеландии, Австралии, Японии, у Южной и Северной Америки, в Атлантическом океане, море Баффина, водах Арктики, а также в Средиземном море. Как правило, они населяют олиготрофные глубоководные экосистемы абиссали и батиали, хотя некоторые виды находят в пещерах на глубинах около 20 м. Хищные губки приурочены к местам со слабым течением, так как при движениях воды филаменты губок могут запутаться и среагировать друг на друга.

## Питание
Подробно пищевое поведение описано для легко культивируемого в аквариуме вида Lycopodia hypogea. Поднимаясь на высокой ножке, эта губка образует большое количество филаментов, причем, чем дольше губка выдержана без еды, тем филаменты тоньше и длиннее. Когда с филаментом сталкивается мелкое беспозвоночное (как правило, рачок или его личинка), оно цепляется за спикулы и начинает путаться в большом количестве филаментов, которые постепенно затягивают жертву. В матриксе мезохила вокруг жертвы образуется циста из археоцитов и бактериоцитов, и спустя 2—7 дней она оказывается разрушенной на мелкие части. После этого отдельные клетки губки путём фагоцитоза могут свободно поглотить жертву по частям. Непереваренные остатки выбрасываются наружу пинакоцитами.
Отдельный интерес представляет процесс втягивания филаментов вместе с захваченной жертвой, так как в этот момент происходят серьезные цитологические перестройки во всём теле губки: в определенных клетках запускается апоптоз, другие начинают активно пролиферировать, а какие-то мигрировать. Голодные губки также способны к аутофагии и апоптозу, а иногда оба эти процесса запускаются в клетке одновременно.

## Классификация
- Род Abyssocladia Lévi, 1964
- Род Cercicladia Rios, Kelly & Vacelet, 2011
- Род Chondrocladia Thomson, 1873
- Род Cladorhiza Sars, 1872
- Род Euchelipluma Topsent, 1909

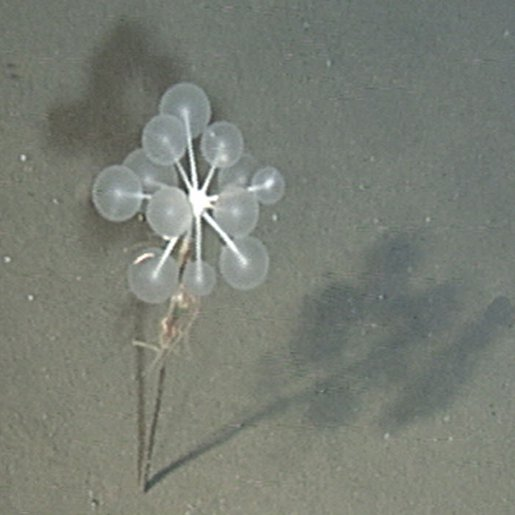
Chondrocladia lampadiglobus Vacelet, 2006

- Род Koltunicladia Hestetun, Vacelet, Boury-Esnault, Borchiellini, Kelly, Rios, Cristobo & Rapp, 2016
- Род Lollipocladia Vacelet, 2008
- Род Lycopodina Lundbeck, 1905
- Род Asbestopluma Topsent, 1901